# 你的名字叫薔薇
是一部2019年上映的韓國歌舞喜劇電影，講述了某天在平凡的主婦面前出現了一個男人，強行揭露她不想回首的過去，從而引發的一連串故事。由《偉大的隱藏者》的编剧曹锡贤编剧并执导，柳好貞、朴誠雄、吳正世等人主演。該片拍攝於2016年上半年，並於同年首次在釜山國際電影節和首爾獨立電影節上映，但由於電影公司拒絕在韓國院線上映，使得該片直到2019年1月16日才得以在電影院上映。

## 演员阵容

### 主要人物
- 柳好貞 飾演 洪薔薇
- 朴誠雄 飾演 明煥
- 吳正世 飾演 順哲
- 夏沇秀 飾演 青年洪薔薇
- 李源根 飾演 青年明煥
- 崔宇植 飾演 青年順哲
- 蔡秀彬 飾演 洪賢雅

## 其他人物
- 朴俊勉 飾演 姜慈
- 尹福仁 飾演 美蘭
- 李準赫 飾演 吳班長
- 黃石正 飾演 韓明淑
- 趙秀姸 飾演 青年姜慈
- 吳荷妮 飾演 青年美蘭
- 金正賢 飾演 李雨星
- 利民 飾演 工廠班長
- 禹正國 飾演 姜慈的丈夫
- 李在昱 飾演 雷諾瓦社長
- 金春基 飾演 明煥父
- 金祿慶 飾演 金巡警
- 朴大原 飾演 雨星朋友
- 吳宇珍 飾演 雨星朋友
- 申英奎 飾演 雨星朋友
- 李娜賢 飾演 賢雅朋友
- 朴志宏 飾演 音癡醉客
- 申談秀 飾演 音癡醉客
- 金容華 飾演 音癡醉客
- 金民中 飾演 音癡醉客
- 朴贊宇 飾演 樂隊隊長
- 姜富賢 飾演 吉他手
- 徐翰洁 飾演 明焕朋友
- 南泰富 飾演 流氓金君
- 高娜熙 飾演 4岁的贤雅
- 韩哲宇 飾演 成兰高客男子
- 金瑞沅 飾演 律师
- 金政秀 飾演 法官
- 張世鉉 飾演 顺哲的学生
- 李智敏 飾演 大学生客人

## 特別出演
- 張泰成 飾演 車禍男
- 金基悳 飾演 廣播DJ（聲音）
- 金旻鍾 飾演 廣播DJ（聲音）
- 李智愛 飾演 廣播主持人[2]